# Mečen
| T14 | m | T · n |

Mečen je bio drevni Egipćanin, koji je živio tijekom 3. dinastije.  

## Životopis
Mečen je bio sin Anubisemoneka, pisara i suca, koji je pripadao aristokratskoj rasi, te njegove žene Nebsent.
Mečen je svoju karijeru započeo kao pisar, slijedeći svog oca. Bio je i upravitelj Delte, te iako nije bio kraljevskog podrijetla, bio je bogat i čašćen, te mu je darovano mnogo zemlje. Nešto mu je posjeda ostavila i njegova majka, za koju se čini da je imala veći utjecaj nego Anubisemonek. Mečen je imao i brojne naslove. 
Mečen je bio oženjen, te je imao djecu. Nažalost, imena njegove žene i djece nisu poznata.
Pokopan je uz faraona Džozera. 

## Mastaba
Mečenova je mastaba u Sakari, gdje je i stepenasta piramida Džozera. Mastaba je lijepo ukrašena reljefima, te se tu spominje kraljica Nimaetap, Džozerova majka. Tu je i prikaz rituala "otvaranja usta". Reljefi nam odaju detalje socijalnog, političkog i religijskog života u doba Starog kraljevstva.

## Vanjske poveznice
|  | Zajednički poslužitelj ima još gradiva o temi Mečenova mastaba |